# Echinoneidae
Famille
Les Echinoneidae constituent une famille d'oursins irréguliers, la seule encore existante de l'ordre des Echinoneoida.

## Caractéristiques

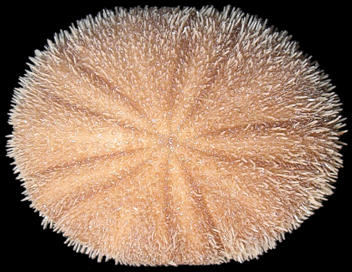
Echinoneus cyclostomus séché.

Les Echinoneidae sont des oursins irréguliers : leur test (coquille) subsphérique est de forme légèrement ovale, la bouche (« péristome ») est située au centre de la face orale (inférieure) et l'anus (« périprocte »), très élargi, à mi-chemin entre celle-ci et la marge de la face orale (formant un axe antéro-postérieur et donc une symétrie biradiale), alors que les 4 orifices génitaux et le madréporite sont situés à l'apex, au sommet de la face aborale. Les ambulacres s'affinent vers le péristome, sans expansion des paires de pores.
Cette famille semble être apparue à l'Éocène.

## Liste des genres
Selon World Register of Marine Species (6 juin 2014), cette famille comporte 3 espèces vivantes et 11 fossiles, réparties en 6 genres :
- genre Amblypygus L. Agassiz, 1840a † -- 4 espèces fossiles
- genre Duperieria Roman, 1968 † -- 1 espèce fossile
- genre Echinoneus Leske, 1778 -- 1 espèce vivante, 5 fossiles (périprocte droit, péristome oblique)
- genre Koehleraster Lambert & Thiéry, 1921 -- 1 espèce vivante (tubercules perforés)
- genre Micropetalon A. Agassiz & H.L. Clark, 1907b -- 1 espèce vivante (périprocte et péristome obliques)
- genre Paramblypygus Tessier & Roman, 1973 † -- 1 espèce fossile